# L'angelo azzurro (film 1959)
L'angelo azzurro è un film del 1959 diretto da Edward Dmytryk, remake del film Der Blaue Engel del 1930 di Josef von Sternberg.